# Orbete
Spalacinele (Spalacinae) sau orbeții (sinonim:  cățelul pământului, sunt o subfamilie  de rozătoare adaptate morfologic și fiziologic la viața subterană, cu trunchi cilindric, cap turtit dorsoventral, cu urechi externe rudimentare, ochi ascunși sub piele și cu coadă scurtă sau fără coadă. Picioarele pentadactile sunt aproape la fel de lungi, dar cele anterioare sunt mai puternice. Subfamilia  nu cuprinde decât genul Spalax, răspândit în Europa, Asia și nordul Africii. Sunt rozătoare subterane foarte specializate, care trăiesc permanent în galeriile pe care le fac rozând și scurmând pământul cu picioarele dinainte. Galeriile sunt complicate și pământul scos este ridicat în mușuroaie mari, cu un diametru de ½ m, dar uneori și de 2 m. Denumirea de "orbeți" provine de la faptul că pleoapele lor sunt lipite, și din cauza aceasta pot simți cel mult deosebirea dintre întuneric și lumină, și numai în măsura în care lumina trece prin pleoape. Se hrănesc cu rădăcini, tuberculi și chiar plante verzi, producând pagube în grădinile de zarzavat.

## Descrierea
Sunt rozătoare de dimensiuni mici. Lungimea corpului 23-25 cm. Lungimea cozii de până la 3,6 cm.
Au corpul rotund, alungit și cilindric, capul scurt și lat, puternic turtit dorso-ventral; terminat cu un bot scurt și rotunjit. Gâtul nedistinct din exterior. Pe fiecare latură a capului între narine și baza urechilor prezintă câte un șir de peri rigizi, probabil cu rol tactil. Coada rudimentară este foarte scurtă sau absentă.
Pavilioanele urechilor sunt rudimentare, reduse la o cută tegumentară pe marginea conductului ascunsă în blană. Ochii sunt mici, acoperiți de piele și nu sunt vizibili la exterior. Mușchii oculari și nervul optic slab dezvoltați sau absenți.
Membrele sunt pentadactile (cu cinci degete) și subegale; ele sunt foarte scurte, însă puternice și înzestrate cu degete lungi și cu gheare mari neascuțite, cu capetele rotunjite. Labele anterioare sunt mai scurte, cu polexul redus și cu gheare moderat dezvoltate. Labele posterioare sunt mai lungi iar degetele II, III, IV sunt cele mai mari.
Blana este foarte moale, deasă și mătăsoasă, cu perii scurți. Culoarea blănii variază între cenușiu-închisă la galben-deschisă, uneori ocru-brună. Culoarea dominantă este brună-cenușie, mai uniformă pe partea ventrală și cu nuanțe de galben-roșcat pe partea superioară a corpului.
Craniul cuneiform este lat, turtit dorso-ventral, cu creste proeminente la adult. Crestele supraorbitale ale oaselor frontale absente. Creasta sagitală mare. Creasta lambdoidă prezentă. Regiune occipitală a craniului mult mărită în dimensiuni și vizibil înclinată înainte. Arcadele zigomatice sunt slab dezvoltate, subțiri, larg separate și orientate aproape orizontal. Bulele timpanice osoase de dimensiuni mici, aplatizate. Canalul infraorbital este larg și traversat de un fascicul al maseterului. Foramenele incisivilor sunt mici. Oasele lacrimale sunt absente și deci osul zigomatic nu este în contact cu osul lacrimal.
Mandibula cu o apofiză angulară mică. Apofiza coronoidă a mandibulei lată, alungită, iar apofiza condiliană foarte mult scurtată. Neurocraniul are două suprafețe articulare pentru mandibulă: pe cea anterioară mandibula se fixează în timpul săpării și roaderii, iar pe cea posterioară - în timpul masticației și în repaus.
Scheletul trunchiului se caracterizează prin clavicule lungi și subțiri, omoplat îngust și porțiune pubiană a bazinului foarte mult redusă. Oasele membrelor sunt scurtate.
Formula dentară: 1•0•0•3/1•0•0•3 x 2 = 16. Incisivii foarte puternici și lați proeminează în afara cavității bucale și sunt folosiți ca unealtă pentru săpat. Excrescențele interne a buzelor izolează incisivii de cavitatea bucală și, în timpul săpării, pământul nu pătrunde în gură. Incisivii, mai ales cei inferiori, sunt foarte puternici. Cei inferiori se întind în tot lungul mandibulei, determinând formarea unei apofize osoase în vecinătatea condilului articular. Coroanele molarilor de înălțime medie sau scurtă, de tip brahidont sau semihipsodont, cu rădăcini, deși slab dezvoltate. Pe suprafața lor de triturare cutată există insule de smalț.
Femela are două perechi de mamele: o pereche pectorală și una inghinală, 
Numărul diploid de cromozomi de la 48, 50, 54 și 56 la orbetele mic (Spalax leucodon) până la 60 la orbetele mare (Spalax microphthalmus) și 62 la orbetele gigant (Spalax giganteus).

## Răspândirea geografică
Cele 13-16 specii de orbeți sunt răspândite în estul regiunii mediteraneene și sud-estul Europei - Austria, Ungaria, România, Republica Moldova, Ucraina, Bulgaria, fosta Iugoslavie, Grecia, Turcia, în stepele și silvostepele părții europene a Rusiei la est până la râul Emba, în sud-vestul Asiei (Iran, Irak, Siria, Israel, Iordania) și nord-estul Africii (regiunile nordice ale Egiptului și ale Libiei).

## Habitat
Orbeții trăiesc în zonele de silvostepă, stepă, semideșert și deșert. Urcă în munți până la 2400 m deasupra nivelului mării.

## Hrana
Orbeții sunt rozătoare exclusiv vegetariene. Ei consumă rădăcinile plantelor, rizomi, bulbi, tuberculi, cepe și părțile verzi ale plantelor care sunt trase în interiorul galeriei prin plafonul acesteia, după ce au fost retezate cu incisivii. În același mod sunt procurate de la suprafață plantele necesare construirii cuibului. În terenurile cultivate preferă rădăcinile de trifoi, lucernă, apoi morcovii, cartofii.

## Dușmani naturali
Orbeții sunt vânați de mustelide, dihor de stepă, nevăstuică. Ieșind rar la suprafață nu constituie un vânat pentru păsările răpitoare. 

## Reproducerea
Gestația durează aproximativ o lună. Pe parcursul anului femelele fată o singură dată 2-4 pui. În regiunea mediteraneeană femelele fată din februarie până în martie.
Puii sunt fără păr, cântăresc în medie aproximativ 5 g, ajungând la o lungime de 5 cm. După aproximativ 2 săptămâni după fătare ei se acoperă cu peri cenușii lungi și ajung la circa 8 cm în lungime. La vârsta de 4-6 săptămâni părăsesc cuibul.

## Specii din România
În România trăiesc două specii - orbetele mare (Spalax leucodon) și orbetele mic (Spalax microphthalmus) - răspândite în Câmpia Transilvaniei, în Câmpia Dunării, în Bărăgan, în Dobrogea si in Moldova; (popular) cățelul-pământului sau țâncul-pământului.